# Сербовице
Сербовице (на полски: Sierbowice) e село в Полша, разположено в Силезкото войводство, в Заверченски окръг, в община Пилица. 
Селото се пресича от войводският (областен) път № 794.
От 1975 г. до 1998 г. селото принадлежи административно към  Катовицкото войводство.
През 2008 г. населението на селото наброява 193 души.